# 香港旅遊業
香港旅遊業為香港經濟4大支柱產業之一，是香港政府重要稅收來源。香港為世界的其中一座經濟、金融、航空及貨運的樞紐城市，位置具策略性，加上其東方傳統與西方文化共冶一爐，新舊事物相互交融，締造出香港獨特的都會文化，風貌多樣的名勝景點、郊野景致，其中「東方之珠」、「購物天堂」和「美食天堂」的美譽更是享負盛名，為全球最受歡迎的旅遊勝地之一。

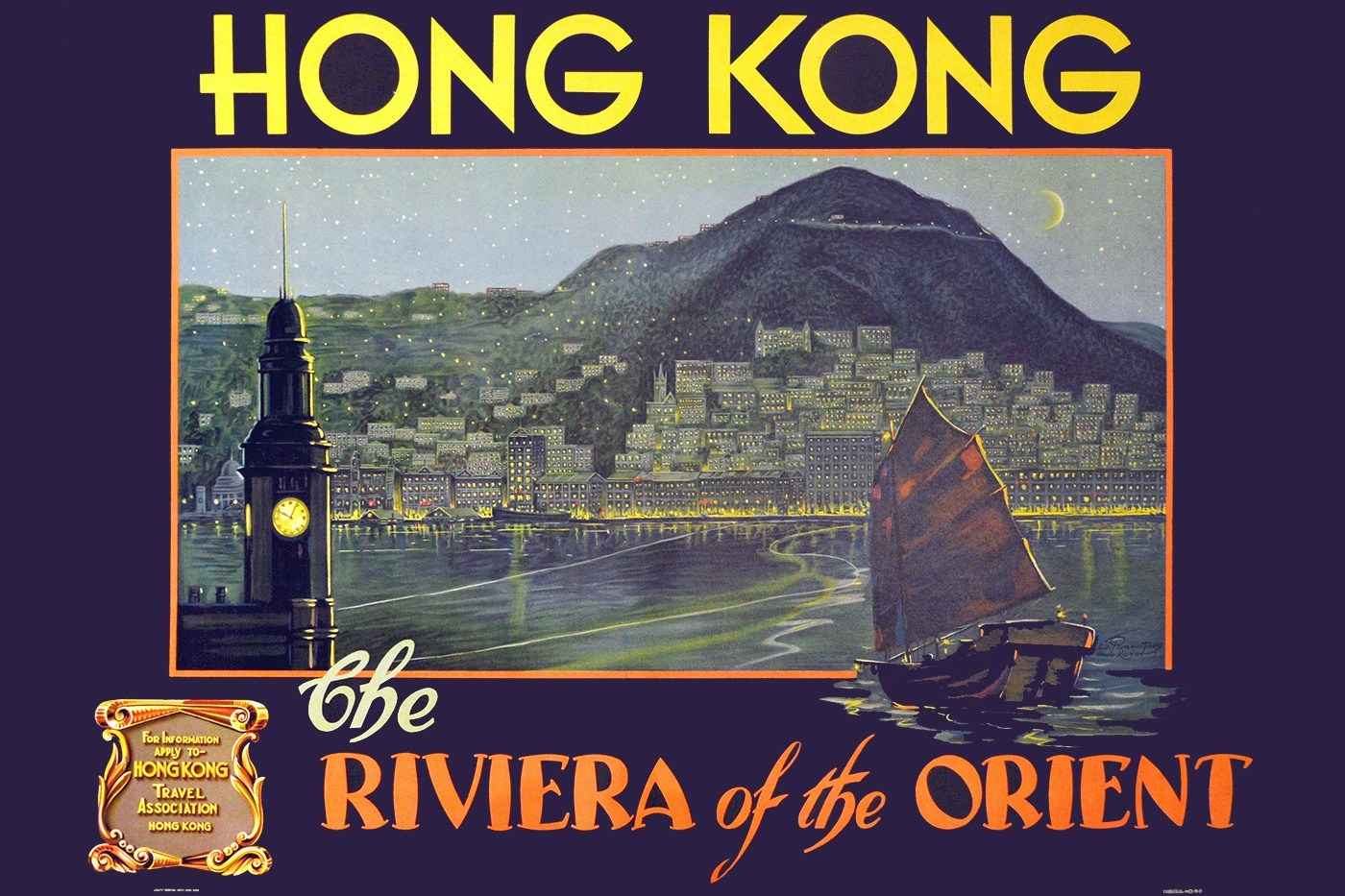
已知香港最早於1932年的旅遊宣傳海報，把香港比喻為「東方的里維耶拉」

## 概況
1994年，訪港旅客人次有930萬人，至1995年攀升至1,000萬人次，並創下新紀錄，當年，第1,000萬名訪港旅客是一名來自韓國漢城（今首爾）的年輕女子，當時香港旅遊協會在啟德機場舉行了隆重的歡迎儀式，並送出包括海景套房和來回機票等多項獎品給她。
根據2008年統計，香港約有19.7萬人從事旅遊相關行業，佔香港總就業人數的5.6%，旅遊業只佔本地生產總值2.8%，在2010年上升到4.4%。
2010年，全年到訪香港的旅客人數為3,000萬人次，是1995年時候的三倍，中國大陸佔了當中的2,270萬人次居首，有1,420萬大陸旅客人次使用了自由行簽注到訪香港，其次是台灣，旅客總數達220萬人次，以及來自日本和韓國、南亞及東南亞地區的旅客。美國是香港最主要的長途客源市場。2010年，約有120萬美國旅客到訪香港，歐洲合共有約180萬人次訪港，另外，如印度、中東及俄羅斯等新興市場亦是到訪香港旅客的主要來源。根據2010年統計，過夜旅客人均消費額為6,728港元，入境旅遊相關的總消費為2,100億港元。2011年，香港與入境旅遊相關的總開支達2,530億港元，全年到訪香港的旅客人數為4,192萬人次。2012年，全年到訪香港的旅客人數逾4,861萬人次，比較前年增加約16%。
世界旅行及旅遊理事會估計，旅遊業於2011年對香港經濟的直接及間接貢獻，達同香港本地生產總值約15.2%。根據世界旅行及旅遊理事會的統計數字，於香港從事旅遊業或相關工作人士逾463,000人，佔了香港勞動人口的12.8%。根據香港政府統計處統計，旅遊業佔2012年本地生產總值4.7%；旅遊業就業人數（僅包括直接相關的行業）約250,900人，佔全港總就業人數6.9%。
於2012年，國際旅遊網站TripAdvisor根據數以百萬計用戶的投票，香港獲選為亞洲第1位及全球第10位好去處。同年，由萬事達卡公布的2012年全球最佳旅遊城市報告中，香港在全球132座城市中排名第6。
隨著啟德郵輪碼頭於2013年6月建成，為香港旅遊業增加發展機會。2018年9月，通往中國內地28座主要城市的廣深港高速鐵路香港段通車；同年，融匯珠江三角洲的港珠澳大橋亦啟用，通往澳門、珠海和珠三角西部地區的車程將更為快捷，將能夠進一步鞏固香港作為亞洲國際都會的地位。
香港現時有兩個郵輪碼頭，分別是海運大廈和啟德郵輪碼頭。在2016年，停靠香港的郵輪總數有142船次，乘客總流量（只計算旅客）達74.6萬人次。

## 旅遊景點及設施
香港擁有很多旅遊景點，香港政府亦持續地計劃及發展多元化的旅遊景點，藉以增強香港作為旅遊勝地的吸引力，同時於現有的旅遊點進行改善計劃，務求提高旅遊景點的持續吸引力。

### 維多利亞港
香港以海港聞名，維多利亞港是香港經濟發展之源，附近兩岸有多個旅遊景點。
幻彩詠香江
旅遊事務署於2004年1月推出幻彩詠香江，深受旅客及香港市民歡迎。匯演於2005年11月被列入《健力士世界紀錄大全》，成為全球最大型燈光音樂匯演。這項紀錄是根據當時港島20幢參與建築物於每晚的同一時段，以互動燈光及音樂效果，展現維多利亞港夜景的動感而評定的。匯演於2005年12月擴展至九龍區，涵蓋維港兩岸共44幢建築物。
金紫荊廣場
金紫荊廣場位於灣仔香港會議展覽中心新翼人工島上，為了紀念香港回歸而設立。廣場上放有一座金紫荊雕像，香港警察每日早上8時都會於該處舉行升中國國旗及升香港區旗儀式，吸引不少中國大陸遊客欣賞。
香港星光大道
香港星光大道位於尖沙咀東海濱長廊，面對維多利亞港。由香港政府撥款進行美化，於2004年4月27日開幕，為了表揚香港電影界別傑出人士，大道上放有被選出人士的掌印，亦放置了已故巨星李小龍的銅像，及香港電影金像獎的放大版獎座。
尖沙咀海濱花園
尖沙咀海濱花園位於尖沙咀海旁，一條沿海而建、約兩公里長的觀景步道，從該處可以欣賞維多利亞港的風景。海濱花園附近有前九廣鐵路鐘樓、香港文化中心及香港太空館等多個景點。

### 太平山頂
太平山是香港的一個主要旅遊景點，每年吸引逾600萬人次的香港及外地遊客前往。在太平山頂可以俯瞰香港島、九龍半島兩岸及維多利亞港的風景，世界知名，被選為人生必到的景點之一。凌霄閣及山頂廣場為遊客提供購物及飲食的選擇。歷史悠久的山頂纜車亦吸引不少遊客乘搭，別有一番滋味。

### 香港海洋公園
香港海洋公園是一個以海洋為主題的主題公園，位於黃竹坑，於1977年1月10日啟用，每年有逾500萬人次入場。在港鐵南港島綫通車前，城巴設有專線巴士由不同地方直達公園，為遊客提供便捷的交通。港鐵南港島綫設有海洋公園站，有天橋連接海洋公園正門。香港海洋公園設有多款刺激的機動遊戲、海洋生物表演及其他動物等，園內的水母館、鯊魚館和海洋館更是遊人必到之處。香港海洋公園亦會於節日，例如暑假、萬聖節及聖誕節舉行特別主題活動。園內的登山電梯是全世界第2長的戶外電動扶梯。

### 香港迪士尼樂園度假區
香港迪士尼樂園度假區位於大嶼山竹篙灣，佔地126公頃，於2005年9月12日正式開幕。港鐵設有專用鐵路──迪士尼綫來往欣澳站及迪士尼站，城巴及龍運巴士也提供專線巴士直達度假區，為遊客提供方便及快捷的交通。目前度假區內包含三座主題酒店及一座主題公園，它是亞洲第2個迪士尼度假區，也是中國首個迪士尼度假區。樂園內包含不同種類的遊樂設施及大型表演，亦會在節日例如農曆新年、暑假、萬聖節及聖誕節舉行特別慶祝活動。為期5年的擴建計劃亦陸續竣工，有助香港重新定位為亞洲區內旅遊的首選目的地，預期在未來30-40年為香港帶來約1,500億港元的淨收益。

### 昂坪360
昂坪360是香港一個連接大嶼山東涌及昂坪的纜車系統──昂坪纜車及其相關的旅遊設施昂坪市集等。昂坪纜車是世界上營運距離最長的吊掛式纜車系統，亦是香港繼柏架山吊車及香港海洋公園纜車後第三個纜車系統，於2006年9月18日正式通車。於2009年4月，昂坪360獲ISO9001:2008認證；同月，昂坪360推出全球首創的「水晶車」，深受旅客歡迎。

### 蘭桂坊
蘭桂坊位於中環，是一個聚集大小酒吧、俱樂部、餐廳與零售商鋪的中高檔消費區，深受中產階級、外籍人士及遊客的歡迎，它更獲得由中國大陸十大主流媒體合辦的「網友最喜愛的香港品牌評選」之「我最喜愛的香港蒲點」三甲。

### 西灣河
西灣河位於香港島東面，為港島東的樞紐之一。
西灣河有蘇豪東及被譽為香港夜市的太安樓。
- 香港電影資料館——保存、修復及展覽香港電影及相關資料的博物館，推廣香港電影藝術
- 蘇豪東——海濱休閒街區，特色餐廳林立，大部分餐廳、咖啡廳、居酒屋或酒吧都面向維多利亞港
- 太安樓——被譽為香港最有名的夜市，為香港地道小食掃街的不二之選，吸引不少本地及外國遊客前往

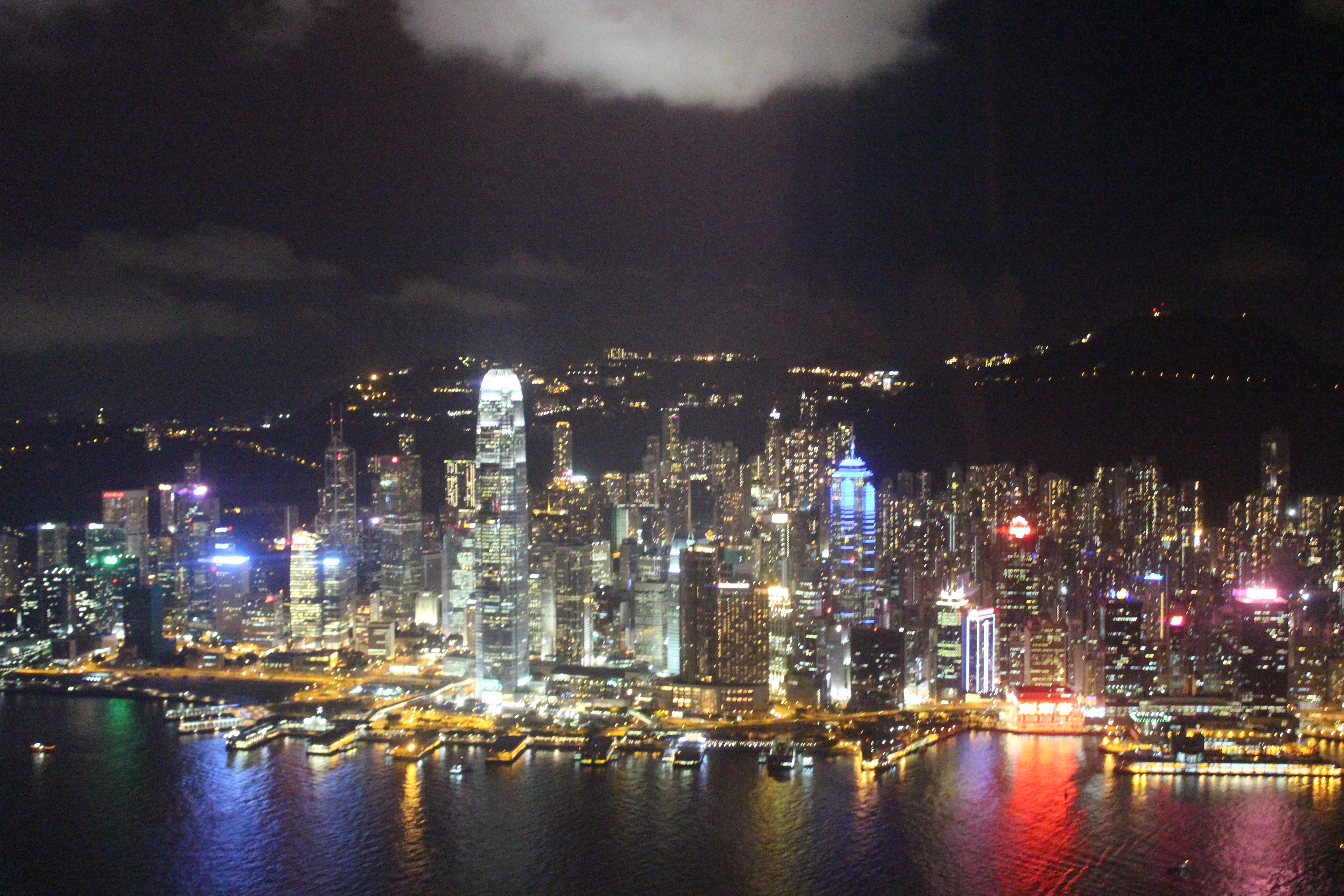
維多利亞港
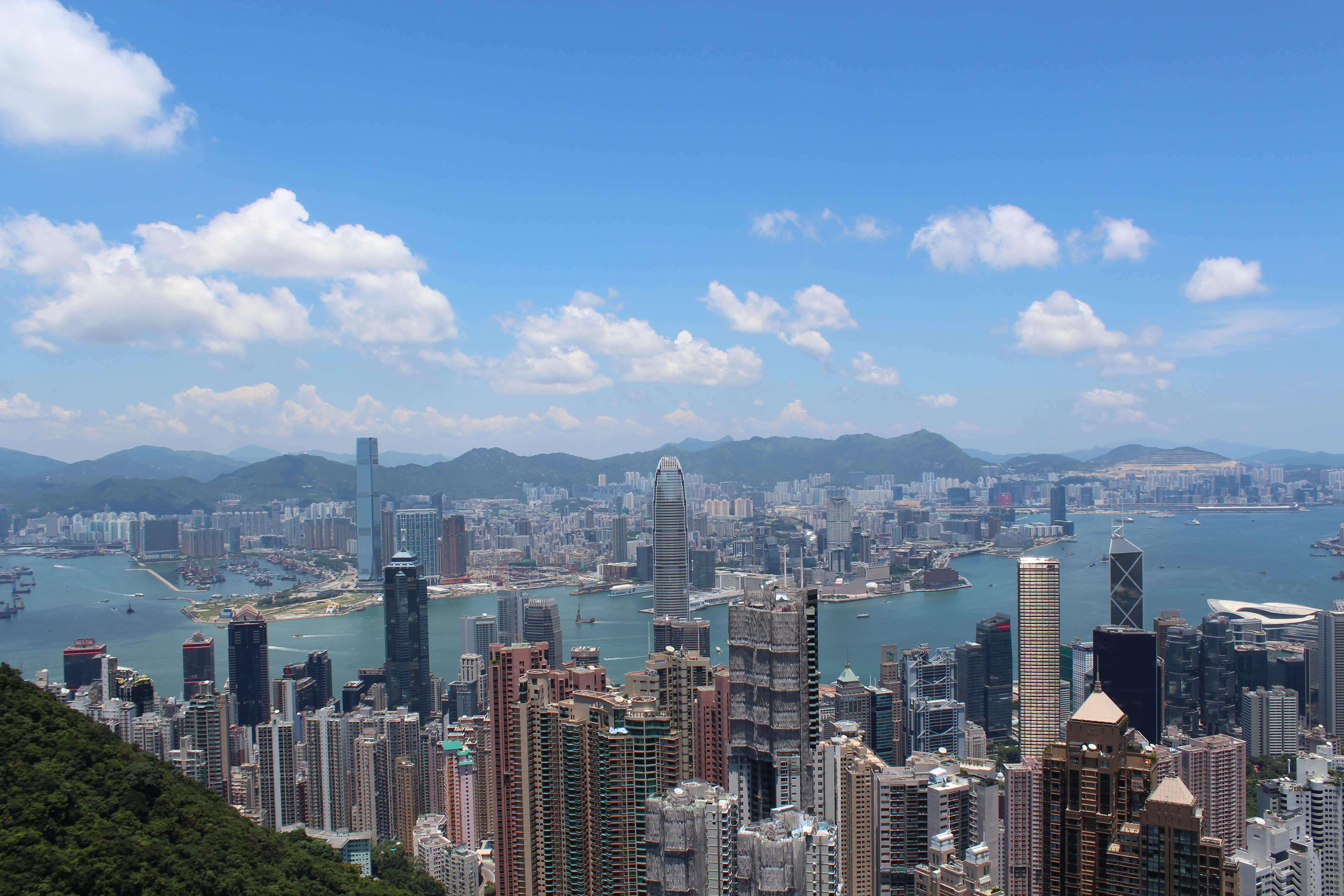
太平山景觀
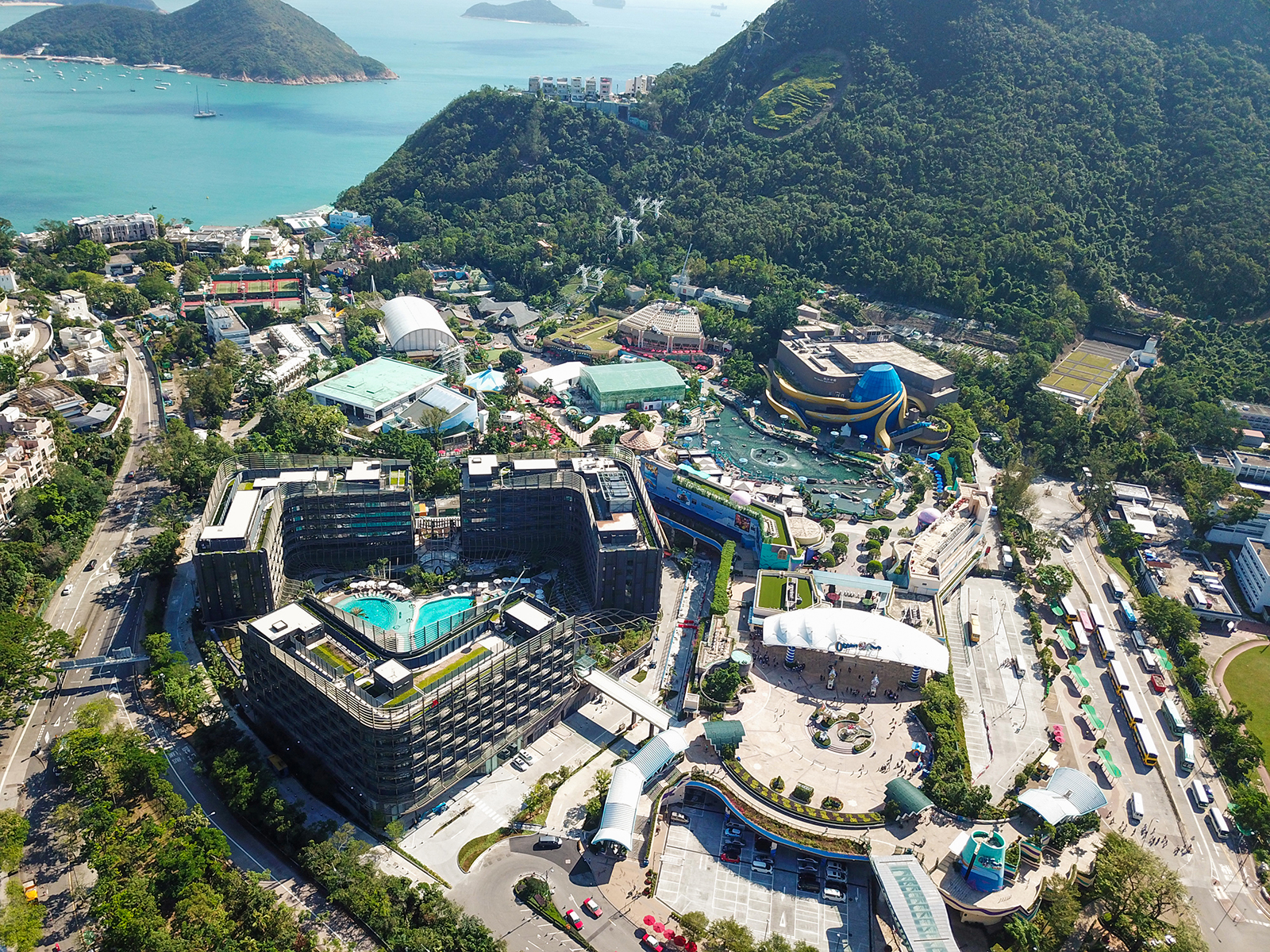
香港海洋公園
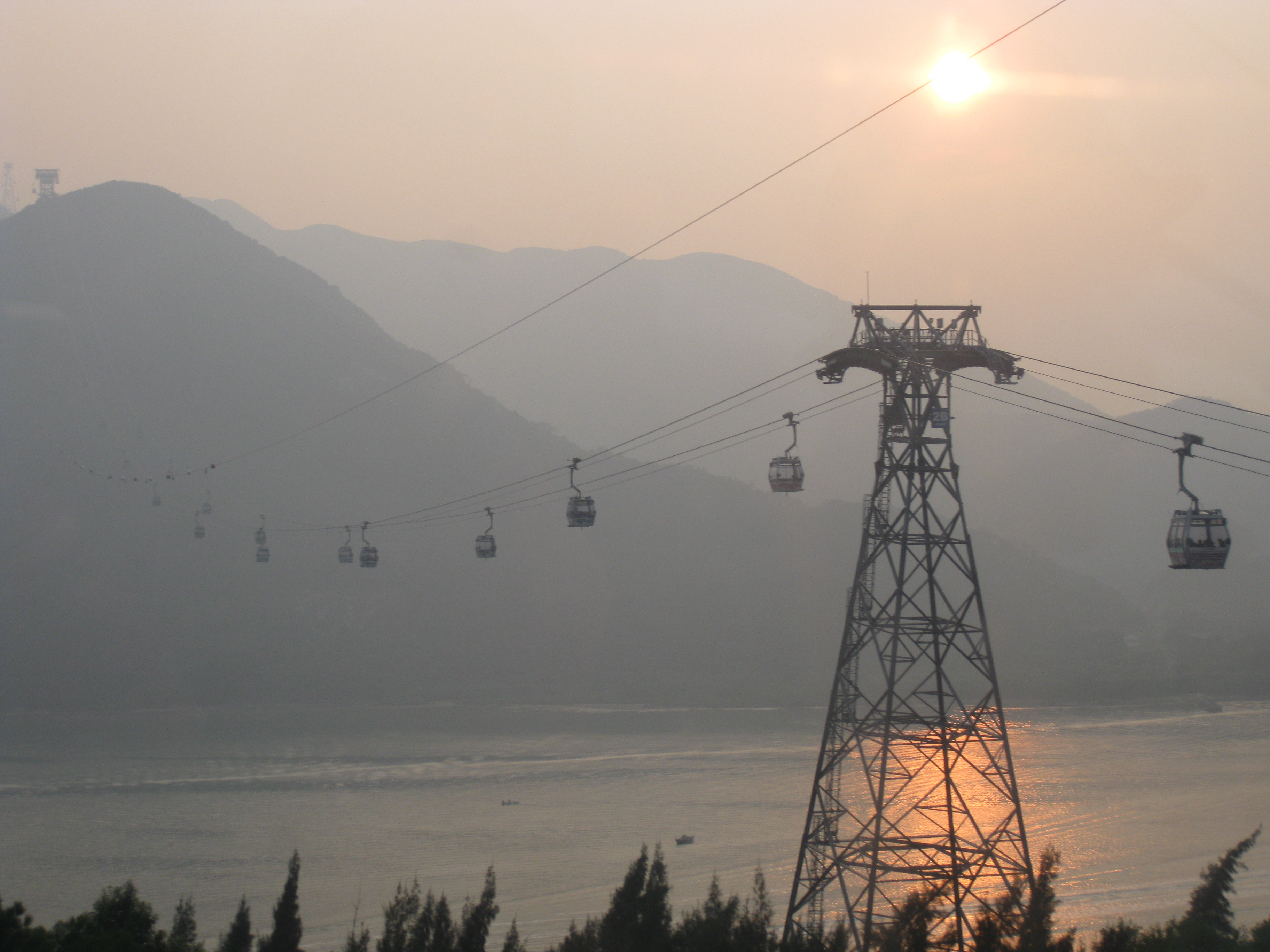
昂坪360

## 住宿
香港的酒店、旅館及飯店長期維持著優良的服務水準，並且提供完善的設施。香港的住宅選舉繁多，故此價格差距亦很大，由豪華酒店的逾2,000港元一晚至廉價酒店的200港元一晚都有。對於要求比較低的遊客可以住宿於旅店、賓館及青年旅舍，設施不及飯店，然而價錢相宜，加上客房基本設施足夠，而且清潔整齊。

## 政府參與
香港旅遊事務署是香港政府專責旅遊事務的部門，於1999年5月成立，負責統籌政府內部各項發展旅遊業的工作，並提供更佳的政策支援，以推動香港的旅遊業。該署的任務是確立和促進香港作為亞洲首要的國際大城市及世界級的度假和商務旅遊目的地。
香港旅遊發展局是專責在世界各地宣傳和推廣香港作為商務及消閒旅遊目的地的法定機構。其前身是香港旅遊協會，2001年4月1日根據《香港旅遊發展局條例》進行改組並易名而成。其主要任務，是向世界各國遊客宣傳，吸引他們到香港旅遊，並透過提高設備及服務水準，令旅客在香港有更好的旅遊體驗。旅遊發展局亦舉辦多項活動，包括「香港—樂在此，愛在此！」全球廣告宣傳活動、「亞洲盛事之都」及香港購物節等活動。亦推行優質旅遊服務計劃以提升香港旅遊業的服務質素。
政府與旅遊業界一直保持緊密合作。由政府、香港旅遊發展局和業內各界代表組成的旅遊業策略小組，專責就旅遊業發展事宜，從策略性角度向政府提出建議。
香港政府繼續透過入境事務處確保到訪香港的旅客出入境方便快捷。現時約170個國家的國民可以在無需要簽證的情況下進入香港境內旅遊7至180日不等。從中國大陸到訪香港旅客方面，自2002年1月起，香港遊的配額被取消。指定可以承辦香港遊的中國大陸旅行代理商數目因此大幅度地增加。港澳個人遊計劃於2003年7月28日實施，並且逐步擴展。現時該計劃於全廣東省21座城市，北京、上海、天津、重慶、南京、蘇州、無錫、杭州、寧波、台州、福州、廈門、泉州、成都、濟南、大連、瀋陽、南昌、長沙、南寧、海口、貴陽、昆明、石家莊、鄭州、長春、合肥及武漢49個城市實行。至2005年8月31日，到訪香港的中國大陸個人遊旅客達到逾860萬人次。
2024年5月9日，中共中央港澳辦主任夏寶龍與楊潤熊會面提出，香港要樹立「香港無處不旅遊」理念，充份發掘旅遊資源，大力開發旅遊新路線新產品。2024年6月12日立法會通過「無處不旅遊」無約束力議案。2025年2月26日，財政預算案2025公佈，將向旅發局撥12.35億落實無處不旅遊理念及《香港旅遊業發展藍圖2.0》，陳茂波表示，旅發局會繼續支持更多會議、展覽及獎勵旅遊活動在港舉行，預計可吸引額外約18.3萬旅客人次訪港，帶來約14億元消費。

## 業界組織
香港旅遊業議會是香港旅遊業界的主要組織，成立於1978年，主要任務是保障旅行社的利益為宗旨。1985年政府制訂《旅行代理商條例》，規定所有經營外遊業務的旅行社必須領取牌照。
香港法例規定，任何公司必須成為香港旅遊業議會會員，才可以申領旅行代理商牌照經營離港外遊服務。旅遊業是香港立法會的功能組別之一，擁有一個議席。

## 宣傳元素

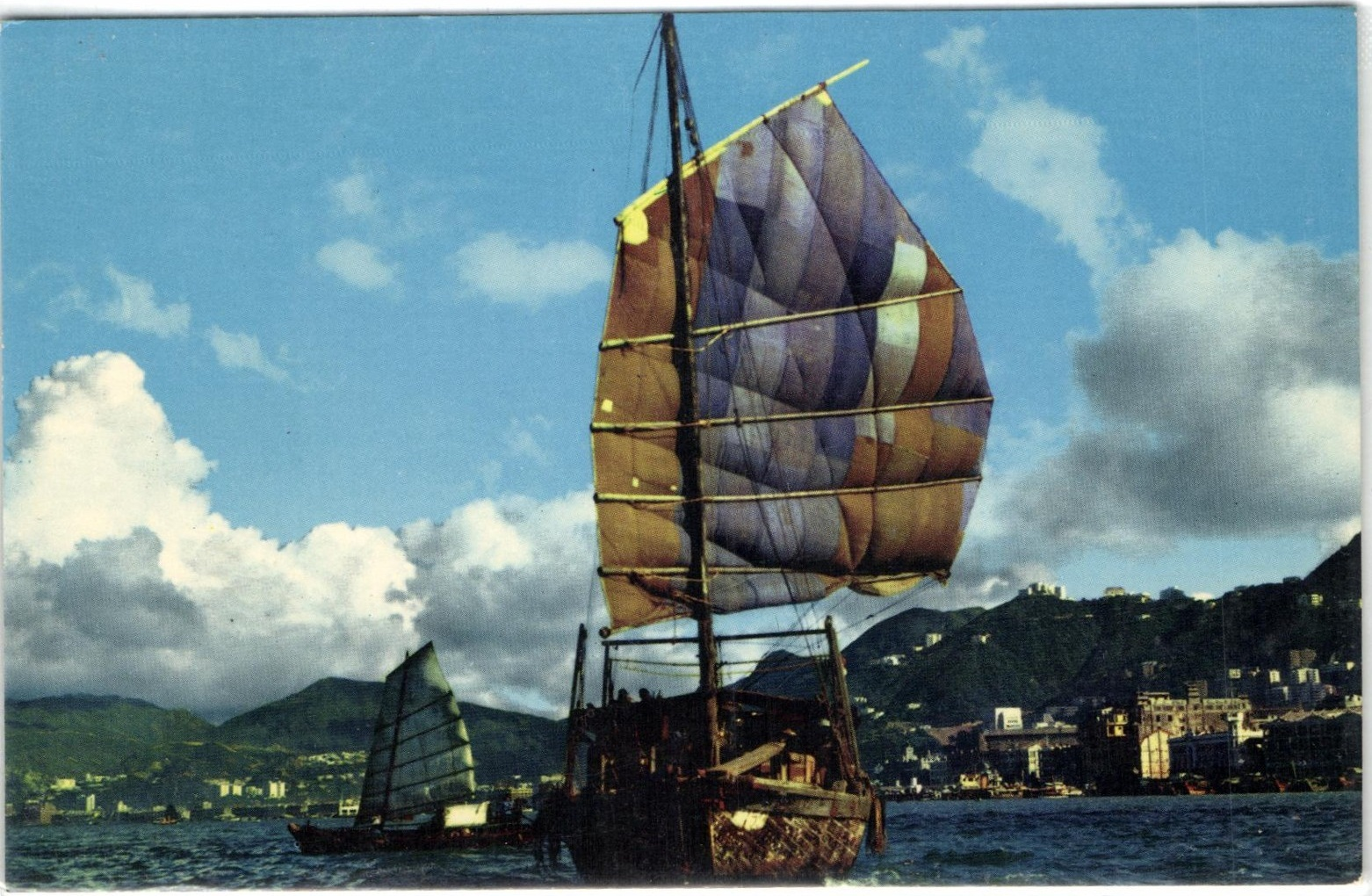
以往經常穿梭維港的帆船一直是香港的代表之一，其後亦被用作香港旅遊發展局的標誌

香港在20世紀初期已經開始向外宣傳歡迎遊客來港旅遊。港英政府的香港旅遊協會及開辦香港航線的航空公司，均會以海報與攝影作品作宣傳媒介。早前一位收藏香港殖民地時期的英國收藏家 Christopher Bailey 把個人收集的香港旅遊海報捐贈給香港浸會大學圖書館，其中可見創作者如何展示香港不同時代的特色。中式帆船、虎豹別墅、穿旗袍的女性等東方主義元素，都突顯香港作為一個遠東殖民地裏的異國風情。戰後，香港經濟發展復甦，海報亦涵蓋香港購物和娛樂的角色，例如熙來攘往的砵甸乍街或者招牌林立的街道。
主權移交後不久，特區政府推廣香港作為「亞洲國際都會」的品牌，並使用一款結合了中文字「香港」及英文縮寫「HK」的飛龍標誌。宣傳活動定位香港為一個東西文化薈萃之地，而且在世界各地廣泛宣傳。

## 數據

### 前15大觀光客來訪的國家/地區
香港旅遊發展局的數據，2013年觀光客(過夜)總數25,661,072人，入境不過夜人數為28,637,732人。中國內地訪港旅客總數達4070萬人次，佔所有訪客75.0% 。2014 年，來自世界各地的訪港旅客達6080萬人次，較2013 年上升12%。其中，中國內地繼續是香港最大的客源市場，訪港旅客總數達4720萬人次（+16%），佔整體訪港旅客的 77.7%。
| 排名 | 國家或地區 | 2013       | 比重  |
| ---- | ---------- | ---------- | ----- |
| 1    | 中國内地   | 17,089,509 | 66.6% |
| 2    | 美国       | 786,359    | 3.1%  |
| 3    | 臺灣       | 785,678    | 3.1%  |
| 4    |            | 745,367    | 2.9%  |
| 5    | 日本       | 607,877    | 2.4%  |
| 6    | 菲律賓     | 584,727    | 2.3%  |
| 7    | 新加坡     | 521,620    | 2.0%  |
| 8    |            | 476,324    | 1.9%  |
| 9    | 马来西亚   | 466,578    | 1.8%  |
| 10   | 泰國       | 426,797    | 1.7%  |
| 11   | 英国       | 422,525    | 1.6%  |
| 12   | 印度尼西亞 | 379,744    | 1.5%  |
| 13   | 印度       | 284,607    | 1.1%  |
| 14   | 加拿大     | 246,679    | 1.0%  |
| 15   | 法國       | 163,596    | 0.6%  |

|                        | 2017         | 比對 2016 年 | 2014 年      | 比對 2013 年 |
| 訪港旅客總數           | 58,472,157   | +3.2%        | 60,838,836   | +12.0%       |
| * 過夜旅客             | 27,884,543   | +5.0%        | 27,770,459   | +8.2%        |
| * 不過夜旅客           | 30,587,614   | +1.6%        | 33,068,377   | +15.5%       |
| 酒店平均入住率         | 89%          | +2.0%        | 90%          | +1.0%        |
| 酒店平均房租           | 1,288 港元   | +0.1%        | 1,473 港元   | +1.8%        |
| 過夜旅客平均留港時間   | 3.2 晚       | -0.1晚       | 3.3 晚       | -0.1 晚      |
| 過夜旅客人均消費額     | 6,443 港元   | -2.4%        | 7,690 港元   | -2.0%        |
| 與入境旅遊相關的總消費 | 2,967 億港元 | +1.0%        | 3,590 億港元 | +8.5%        |

### 中國內地旅客訪港人數
內地旅客常年都是香港最大客源地。 2017年內地訪港旅客佔整體旅客76%，增長3.9%。
| 年份          | 中國內地   | 總計       | 占比   |
| 2009          | 17,690,000 | 29,590,000 | 59.78% |
| 2010          | 22,470,000 | 36,030,000 | 62.37% |
| 2011          | 28,100,129 | 41,921,310 | 67.03% |
| 2012          | 34,911,395 | 48,615,113 | 71.81% |
| 2013          | 40,745,277 | 54,298,804 | 75.04% |
| 2014          | 47,247,675 | 60,838,836 | 77.66% |
| 2015          | 45,842,360 | 59,307,596 | 77.30% |
| 2016          | 42,778,145 | 56,654,903 | 75.51% |
| 2017          | 44,445,259 | 58,472,157 | 76.01% |
| 2018          | 51,038,230 | 65,147,555 | 78.34% |
| 2019 (1-10月) | 39,448,804 | 50,075,016 | 78.78% |

## 批評

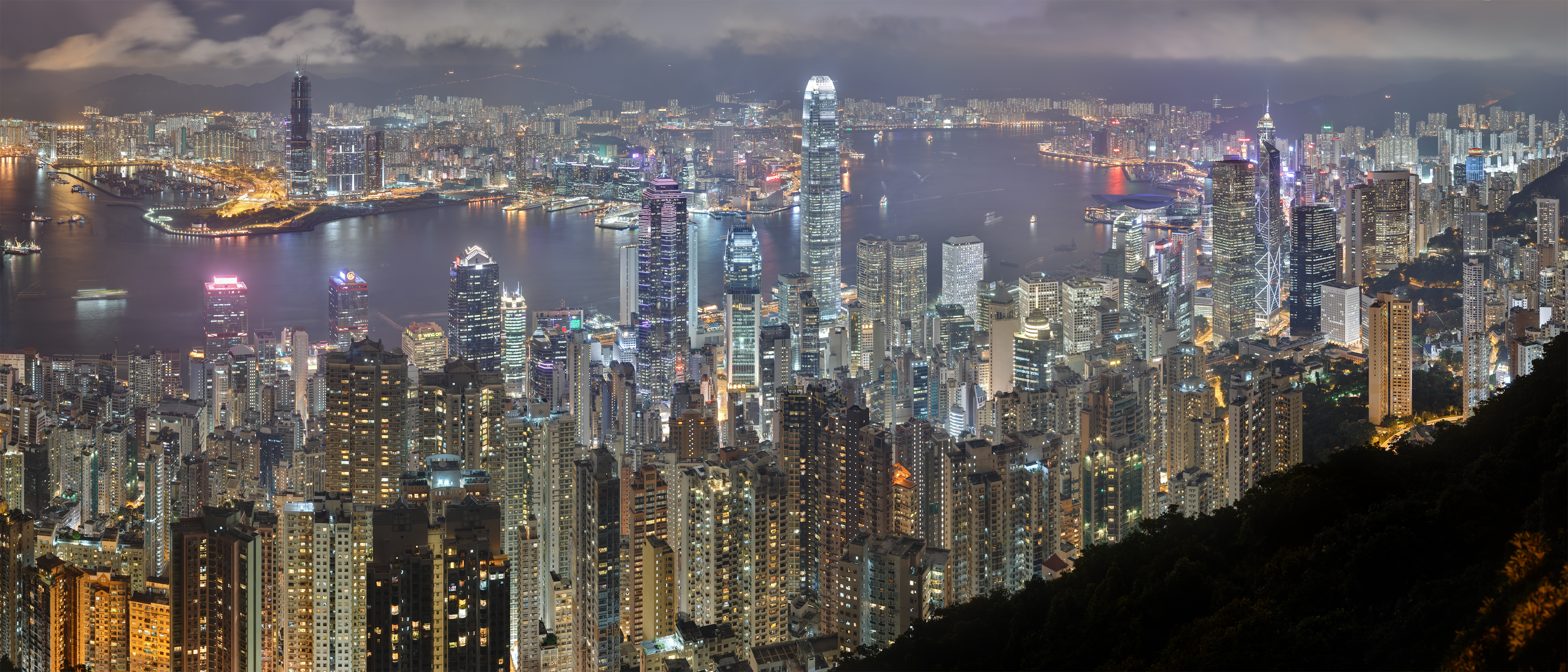
香港維多利亞港夜景

有評論指從前香港成為「東方之珠」，是因為本地經濟發展自然而成的璀璨夜景，而非刻意為旅客做成的「幻彩詠香江」，並且將一整條街變成金行和化妝品店，是將香港當成一間沒有生活特色及風土人情的免稅店，長遠來說不利旅遊業。

## 問題
一些在香港經營，承接內地旅行團的香港接待旅行社被揭發出不單以零團費來承接內地團，更以負團費的方式經營。以致旅行社施壓給香港導遊去鼓勵，甚至強迫內地團友消費，以賺取佣金以彌補團費。再加上內地旅行社經常透過「判上判」出團，當內地客抵港後由香港入境接待旅行社接手，已經是第三、四判，令到香港接待旅行社難有利可圖。縱合這些因素，最後導致2006年五一黃金周成績強差人意，為香港旅遊業敲響警鐘。
2006年8月，廣州旅行社協會召集了20多間舉辦出境遊的廣州旅行社，簽訂《香港一日遊最低成本價合作備忘錄》，協議香港一日遊的團費不低於98元、不可以向遊客收取零團費、不可以逼使遊客購物，並且按國家旅遊局規定，一日只可以到一個購物點，時間不可以逾45分鐘，從而打擊有損旅客利益的零團費旅行團。
2010年5月底，劏客事件再現，間接導致大陸遊客〈前乒乓球國手〉陳佑銘失救死亡。事源陳佑銘參加了旅行團到香港，懷疑被香港導遊強迫購物，並且發生了爭執，陳佑銘最後猝死。事後，香港旅遊業議會指出該女導遊是黑工，行使假文件任職。香港立法會議員認為，事件顯示香港旅遊業議會無能力監管香港旅行社，業界自律機制並不可行，建議由香港政府直接監管。此外，亦偶爾出現假貨問題。被批評影響旅客對香港貨的信心。
2010年7月14日，在互聯網上廣泛流傳著一段涉及一名香港導遊在旅遊巴士上責斥大陸旅游團購物時太吝嗇，後來旅行團在珠寶店購物後到手表店，導遊指會有一個半小時購物時間，更出言威脅如果不購物，便不給飯吃及晚上沒有酒店提供留宿。此次強逼遊客購物事件被香港傳媒廣泛報導，引起香港社會上很大的爭議，香港旅遊業議會認為事件嚴重損壞了香港旅遊業的形象。
2015年10月19日，发生香港史上首宗團友不肯購物而被毆斃案。涉事領隊和導遊所屬的旅行團由內地商人擁有，大陸媒體澎湃新聞首度揭發內地商人把持香港旅行社牌照的內幕。
2023年初，隨著因COVID-19疫情封閉三年的中港邊境全面放開，廉價旅遊團再度出現，影響了部分地區居民的生活，其中土瓜灣就出現了大量在餐廳排隊等候用膳的旅客。為此，香港旅遊業監管局要求接待中國旅行團食肆改善措施，包括規定旅客用餐時間至少30分鐘等，警方則派員到廉價團用餐熱點的土瓜灣指揮交通。與此同時，旅遊業監管局計劃對費用不合理的廉價團進行監管，不排除會直接禁止廉價團到港。

### 水貨客問題

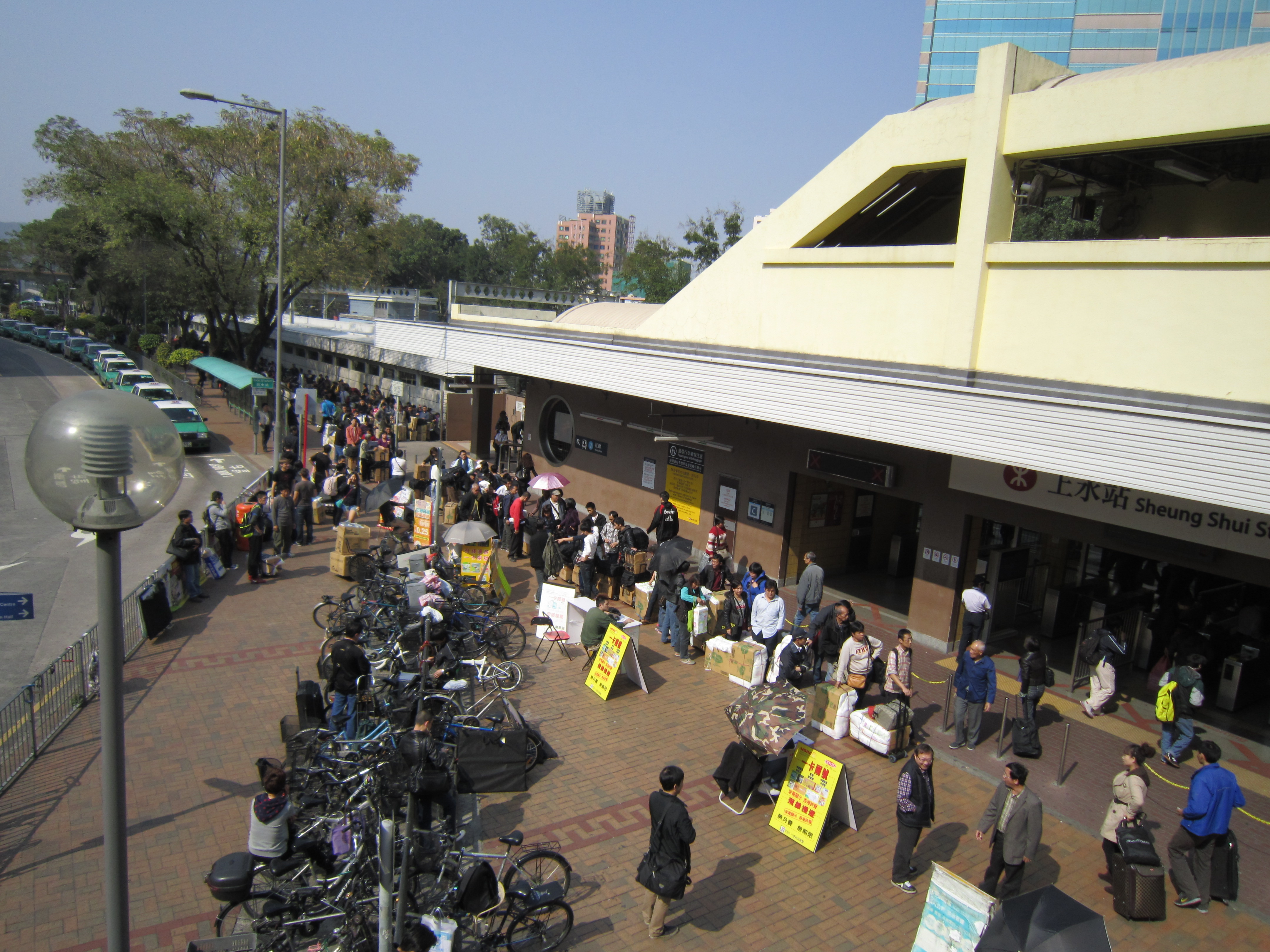
上水站外的水貨客（2013年）

自港澳個人遊開放以來，內地訪港旅客逐年增加，惟其中一部分非以觀光為主要目的，而是進行水貨走私活動，此類活動在2010年代初期開始引起香港社會關注，其中在上水的水貨客活動多年來被批評嚴重影響民生、搶貴物價、掠奪本地資源使日用品供應緊張等，並引發蝗蟲論和熾熱的中港矛盾。在梁振英任內，推出多項政策試圖為水貨客問題降溫，包括限奶令、港鐵實施行李重量限制、加強巡查水貨客聚集黑點、深圳市戶籍居民的一簽多行政策改為一周一行等。入境處指一周一行政策使內地旅客因此減少6.7%，但被指無助紓緩問題，水貨客問題仍舊可見於社區。
而港珠澳大橋和屯門至赤鱲角連接路南段的順朗路同步於2018年10月24日啟用以後，不少地區人士憂慮港珠澳大橋會增加北大嶼山公路的車流量，影響東涌居民出入，而更多的旅客人流亦會進一步令原本相對稀疏東涌市中心的擠擁情況更見惡化。

### 導致交通與衛生問題
近年每天皆有大量中國大陸的遊客乘旅遊巴前往以住宅用地為主的地區（如紅磡、九龍城）觀光。龐大遊客數目使當地居民一直深受旅客過多所引發的問題影響，包括噪音、衛生和旅遊巴士違例停泊導致交通擠塞等問題。政府沒有著手處理相關問題更引起示威行動，有市民於2019年8月17日發動「光復紅土，還我靜土」遊行，要求政府與議會盡快處理遊客過多之問題。

## 外部連結
官方網站
- 香港旅遊發展局 （页面存档备份，存于）
- 有關香港入境旅遊的旅遊附屬帳戶 （页面存档备份，存于） - 政府統計處

其他機構
- 香港電車文化館（页面存档备份，存于）
- 香港浸會大學圖書館藝術藏品：香港旅遊海報藏集 （页面存档备份，存于）（英文）